# Ulica Pędzichów w Krakowie
Ulica Pędzichów – ulica w Krakowie, w dzielnicy I Stare Miasto, na Kleparzu. Łączy ulice Słowiańską i Długą z ulicą Helców. Ma 349 m długości.
Ulica ta była najprawdopodobniej drogą główną graniczącej z Kleparzem wsi Pędzichów, czego pamiątką jest zachowany do dziś kamień graniczny z 1782 roku, wmurowany u wylotu ulicy. Nazwa pochodzi być może od pędzenia tędy bydła do miasta, nazwy własnej Pędzich lub prowadzenia skazańców na szubienice miejskie, które znajdowały się na końcu ulicy, w okolicach dzisiejszego DPS im Helclów.
W 1744 roku bezimienną ulicę opisano jako miejsce pomiędzy Pędzichowem a Błoniami. W 1785 roku nazwana ulicą Pędzichowską, a od 1880 ulicą Pędzichów. Jej końcowy fragment pomiędzy ulicami Szlak i Helclów  do lat 20. XX wieku nosił nazwę ulicy Polnej. 
Od 1441 roku, na rogu dzisiejszych ulic Długiej i Pędzichów, stał kościół św. Walentego.  Kilkakrotnie niszczony przez pożary i działania wojenne, potem odbudowywany, został ostatecznie rozebrany w 1818 roku. Przed nim stała latarnia umarłych, którą przeniesiono przed kościół św. Mikołaja.

## Zabudowa
Domy to głównie czynszowe kamienice oraz kilka budynków użyteczności publicznej. Większość z nich została zbudowana w ostatnim dwudziestoleciu XIX wieku, zastępując drewnianą zabudowę ulicy.
- ul. Pędzichów 1 (ul. Długa 29) – kamienica czynszowa. Projektował Maksymilian Nitsch, 1875. Od strony ul. Pędzichów wmurowany jest kamień graniczy z napisem: ZNAK GRANIC MIĘDZY KLEPARZEM Y PĘDZICHOWEM 1782.
- ul. Pędzichów 2 (ul. Długa 31) – Dom Pod Minaretem, także Dom Turecki. Kamienica zbudowana w latach 1883–1885, w 1910 roku przebudowana według projektu Henryka Lamensdorfa na 3-piętrowy dom, dla ziemianina Artura Teodora Rayskiego. W kamienicy mieszkał jego syn, twórca polskiego lotnictwa gen. bryg. pilot Ludomił Rayski. Na fasadzie znajduje się, poświęcona generałowi, tablica pamiątkowa. Przed kamienicą, na niewielkim skwerku, znajduje się kolumna z figurą Matki Bożej, z 1865.
- ul. Pędzichów 5 (ul. Wróblewskiego 1–3) – kamienica. Projektował Józef Pokutyński, 1904.  Dawniej Komenda Miejska Policji w Krakowie, obecnie mieści się w niej Komisariat I Policji.
- ul. Pędzichów 8 – kamienica czynszowa. Projektował Stefan Ertel, 1890[1].
- ul. Pędzichów 11 – budynek dawnego zakładu opiekuńczego stowarzyszenia Dom Rodzinny. Projektował  Aleksander Biborski, 1900[1]. Obecnie dom pielgrzymkowo-wycieczkowy.
- ul. Pędzichów 13 –  budynek dawnego zakładu opiekuńczego stowarzyszenia Dom Rodzinny. Projektował Piotr Kozłowski, 1896–1901[1]. Obecnie dom pielgrzymkowo-wycieczkowy oraz Katolickie Szkoły im. Świętej Rodziny z Nazaretu w Krakowie[2] wchodzące w skład Katolickiego Centrum Edukacyjnego Caritas Archidiecezji Krakowskiej. Mieszczą się tu szkoła podstawowa i liceum ogólnokształcące.
- ul. Pędzichów 16-16a  – Dom Prowincjalny Zgromadzenia Córek Bożej Miłości[3] – „Instytut Marii”. Projektował Władysław Kaczmarski, 1899–1900[1]. Dekorację sgraffitową wykonał Fryderyk Lachner.
- ul. Pędzichów 18 – kamienica. Projektował Teodor Talowski, 1893[1].
- ul. Pędzichów 19 – kamienica czynszowa. Projektował Teodor Talowski, 1897[1].
- ul. Pędzichów 20 – kamienica. Projektował Teodor Talowski, 1893[1].
- ul. Pędzichów 21 – kamienica czynszowa. Projektował Aleksander Biborski, 1899.
- ul. Pędzichów 25-27 – biurowiec ZUS. Projektował Józef Mitka, 1936–1937[1]. W tej okolicy od XV wieku znajdowały się miejskie szubienice.

## Galeria

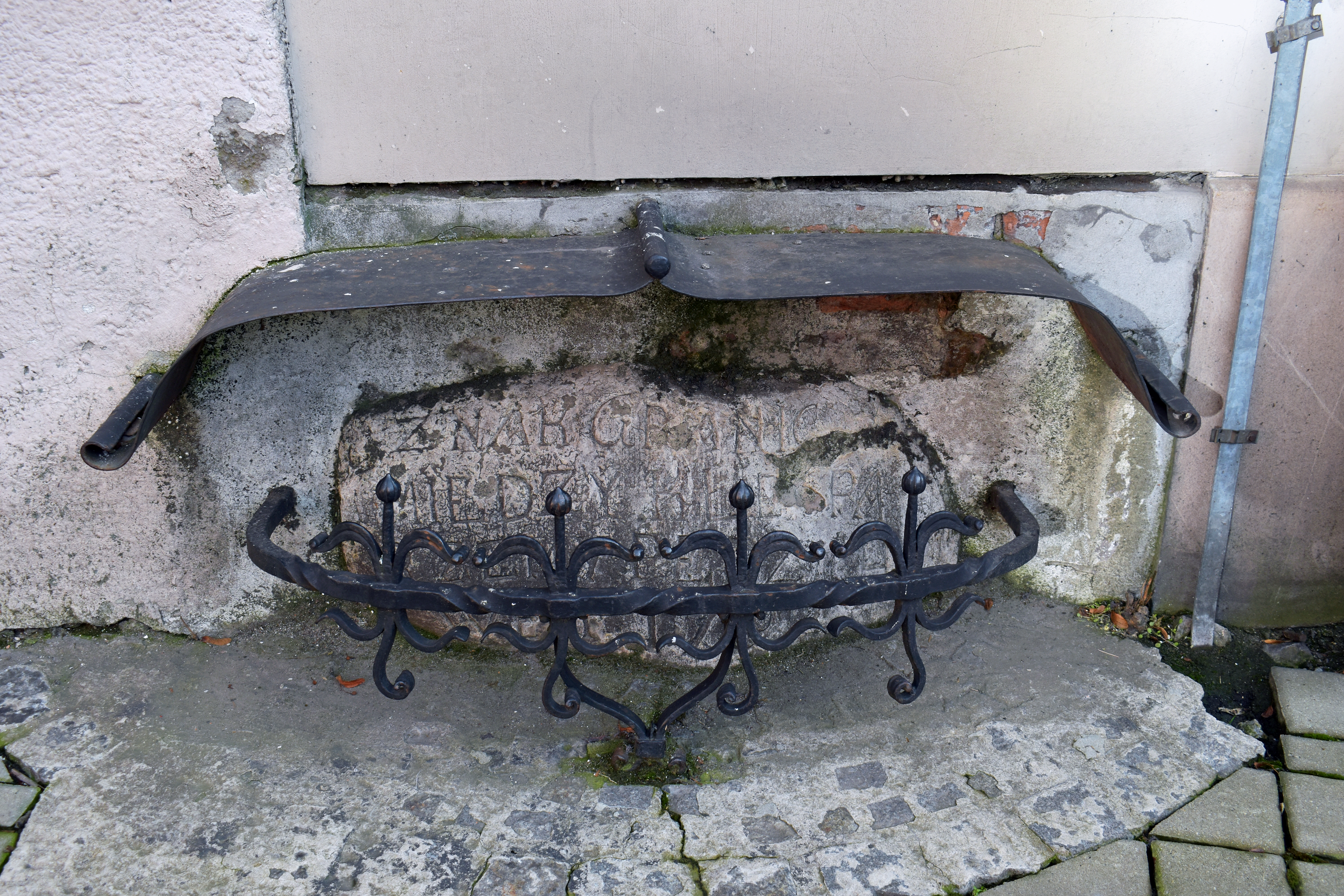
Znak graniczny ul. Pędzichów 1.
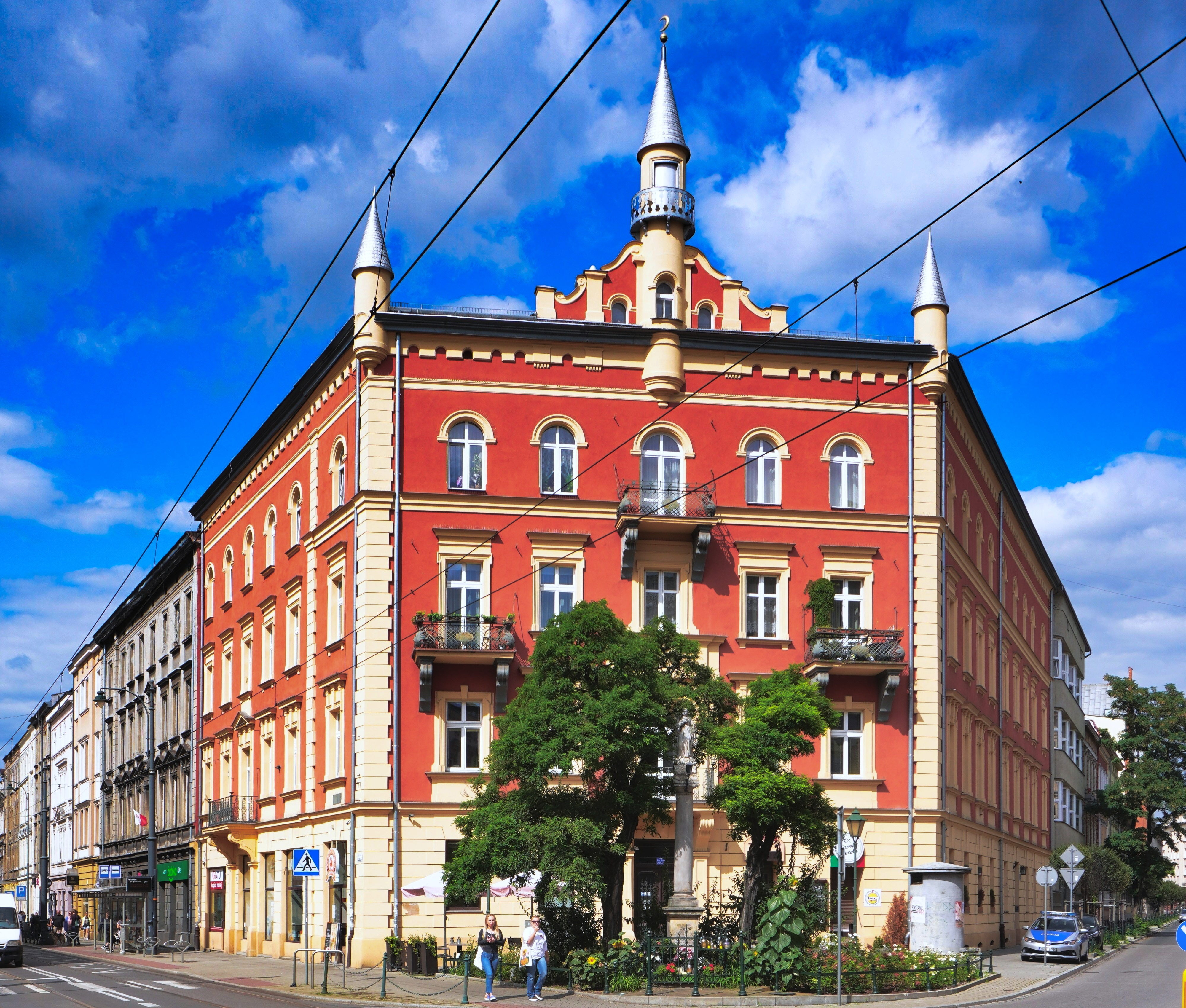
Dom Turecki (proj. Henryk Lamensdorf, 1910 – przebudowa) ul. Pędzichów 2.
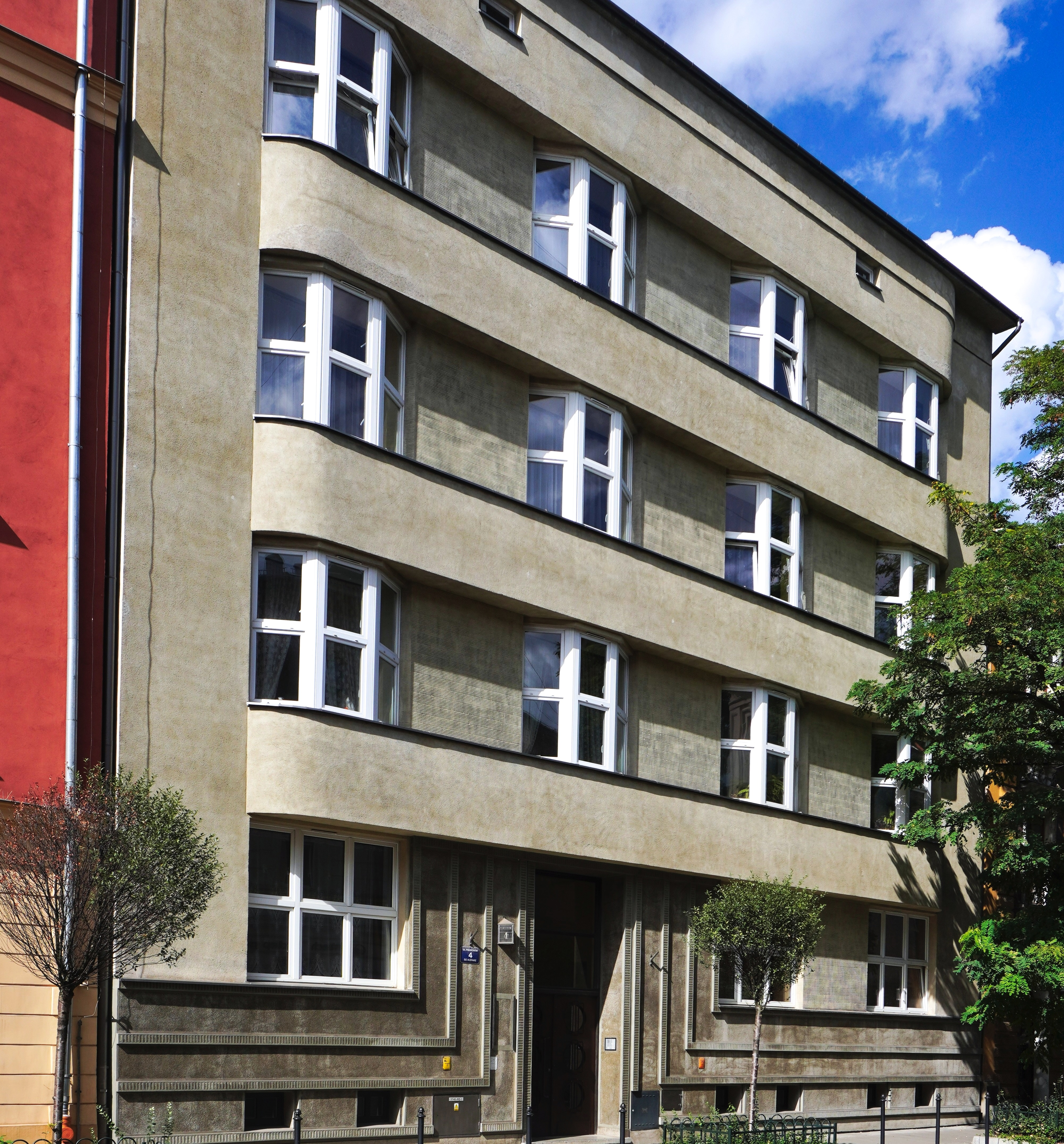
Kamienica (proj. Józef Gołąb, Eugeniusz Siwka, 1934) ul. Pędzichów 4.
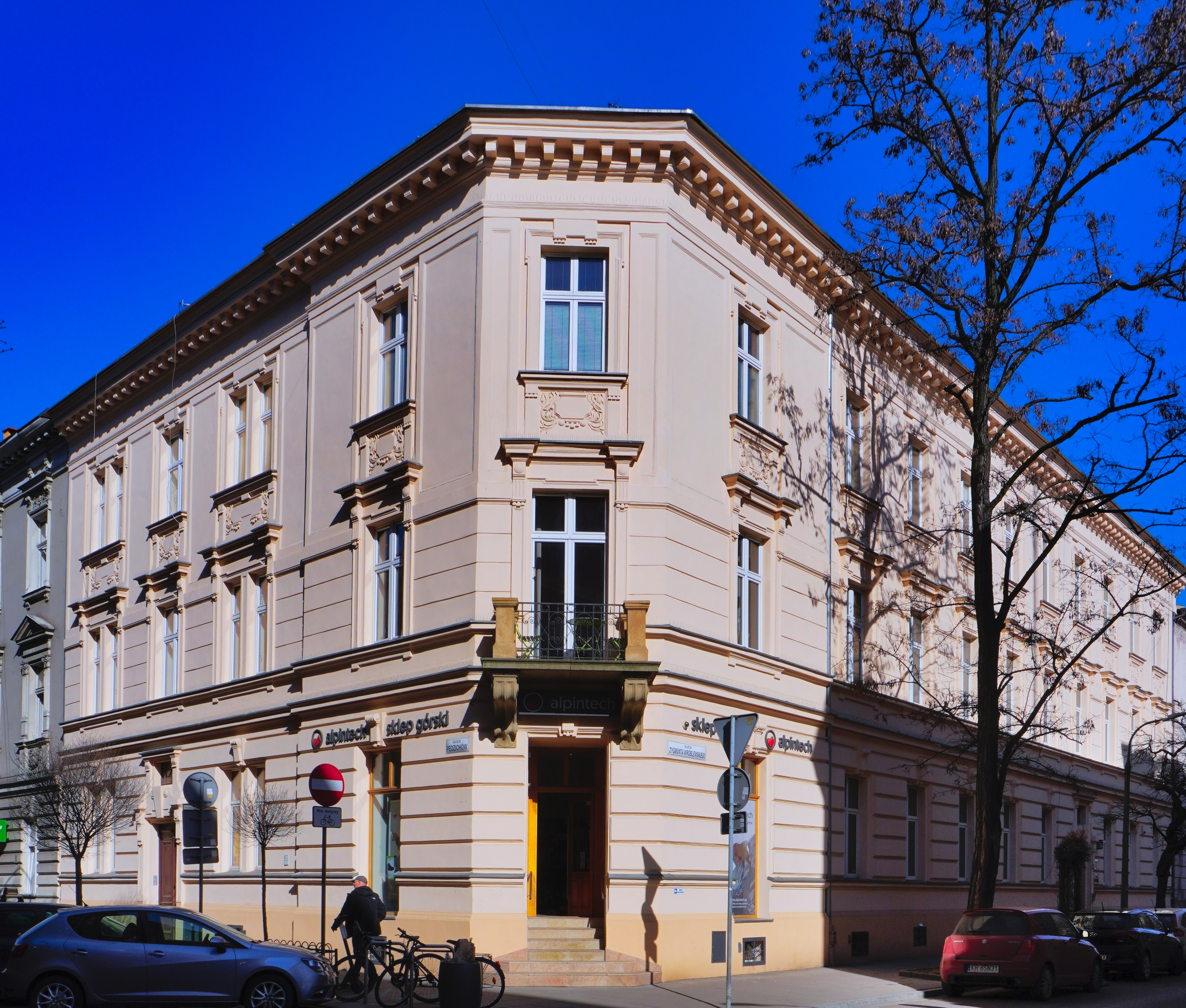
Kamienica (proj. Józef Pokutyński, 1902) ul. Pędzichów 7.
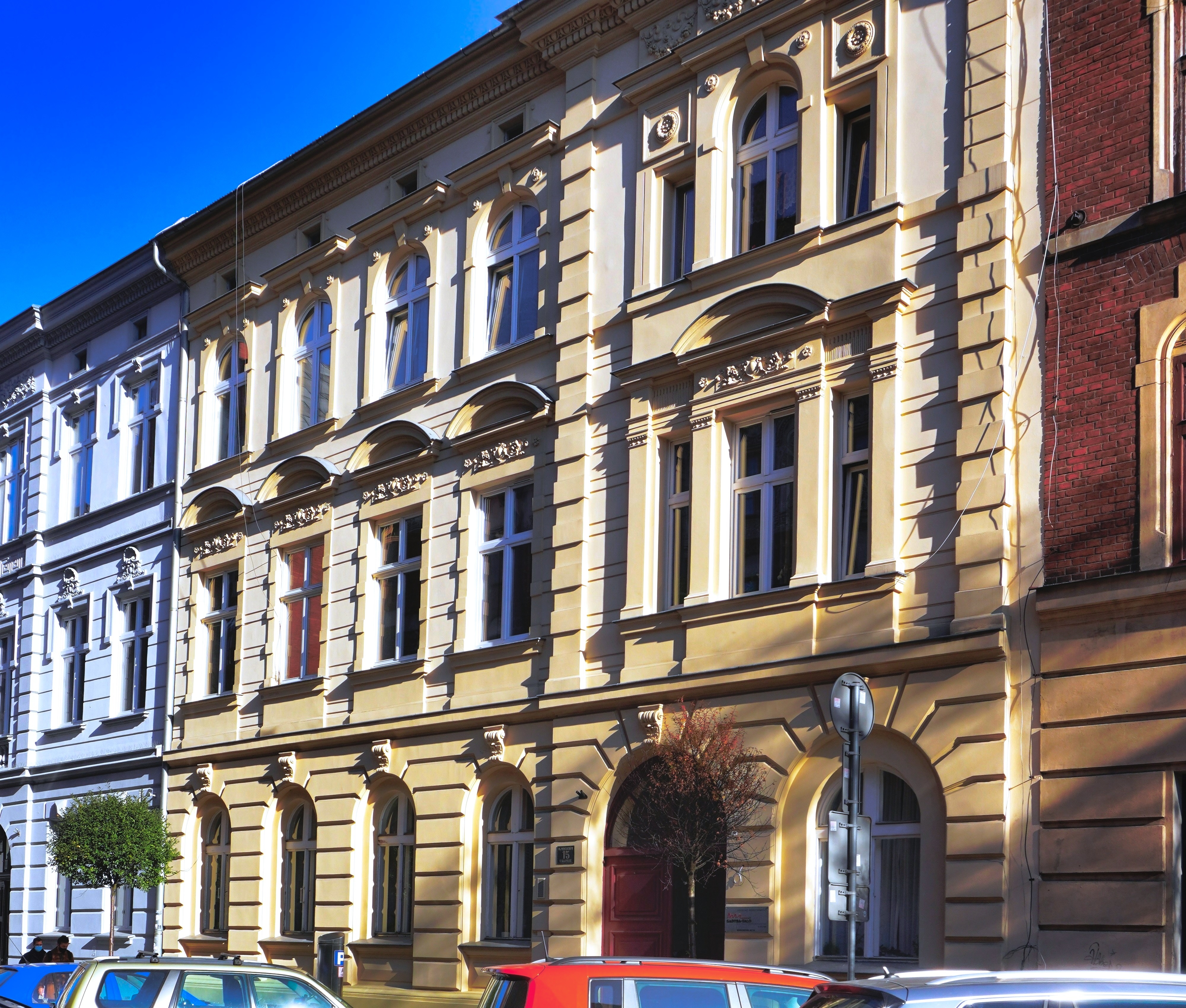
Kamienica (proj. Romuald Flasiński, 1893) ul. Pędzichów 15.
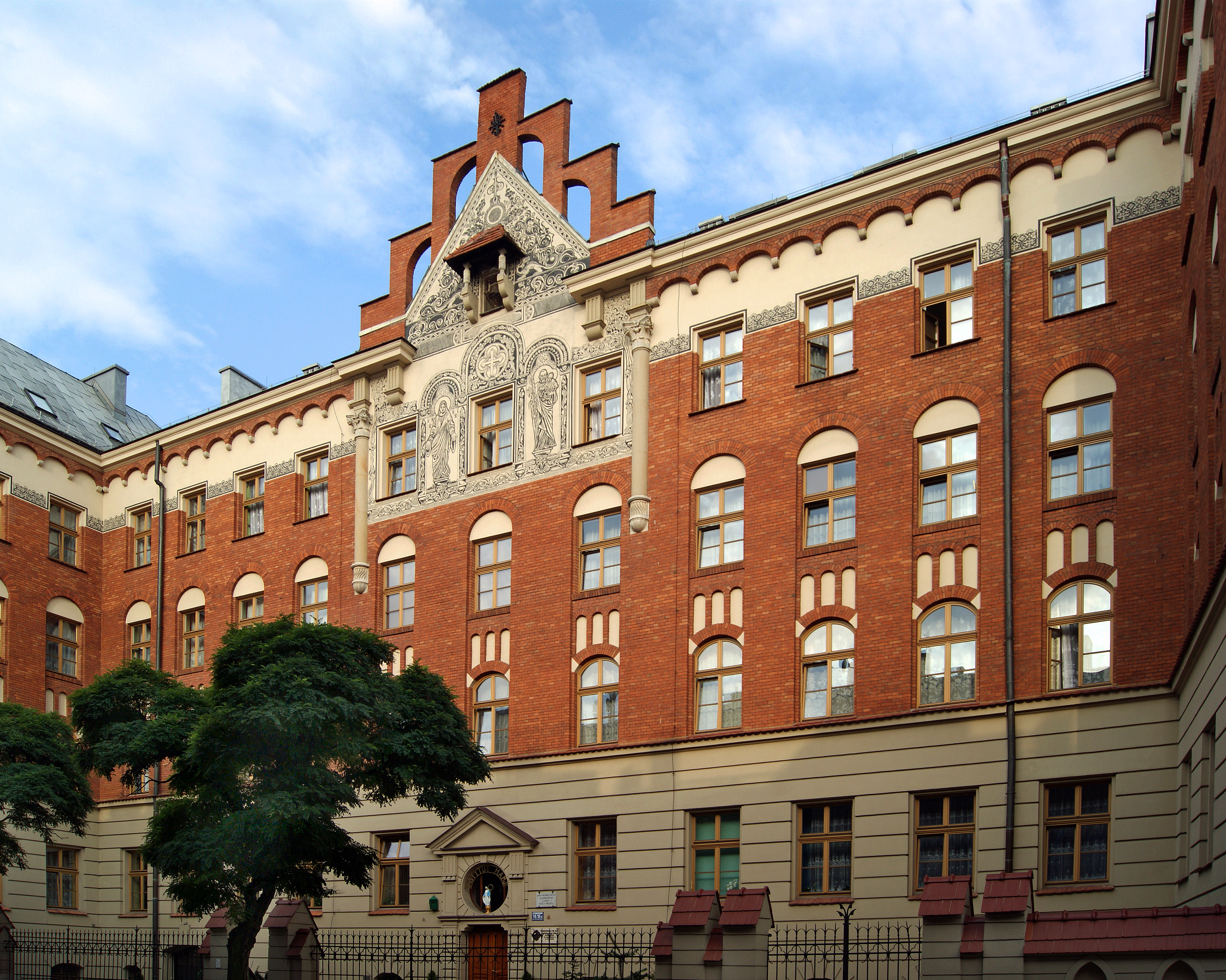
Dom Prowincjalny Zgromadzenia Córek Bożej Miłości ul. Pędzichów 16–16a.
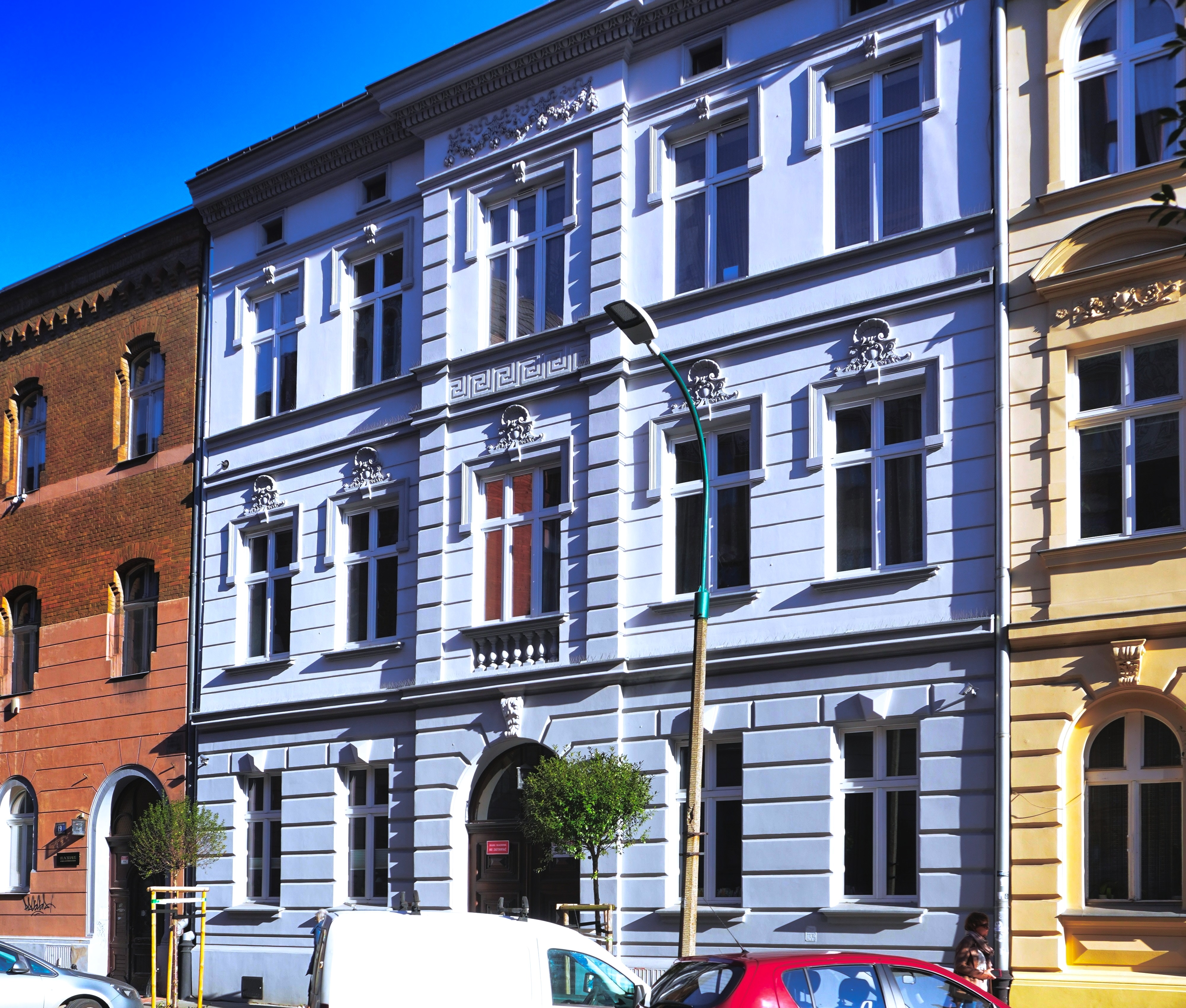
Kamienica (proj. Romuald Flasiński, 1893) ul. Pędzichów 17.
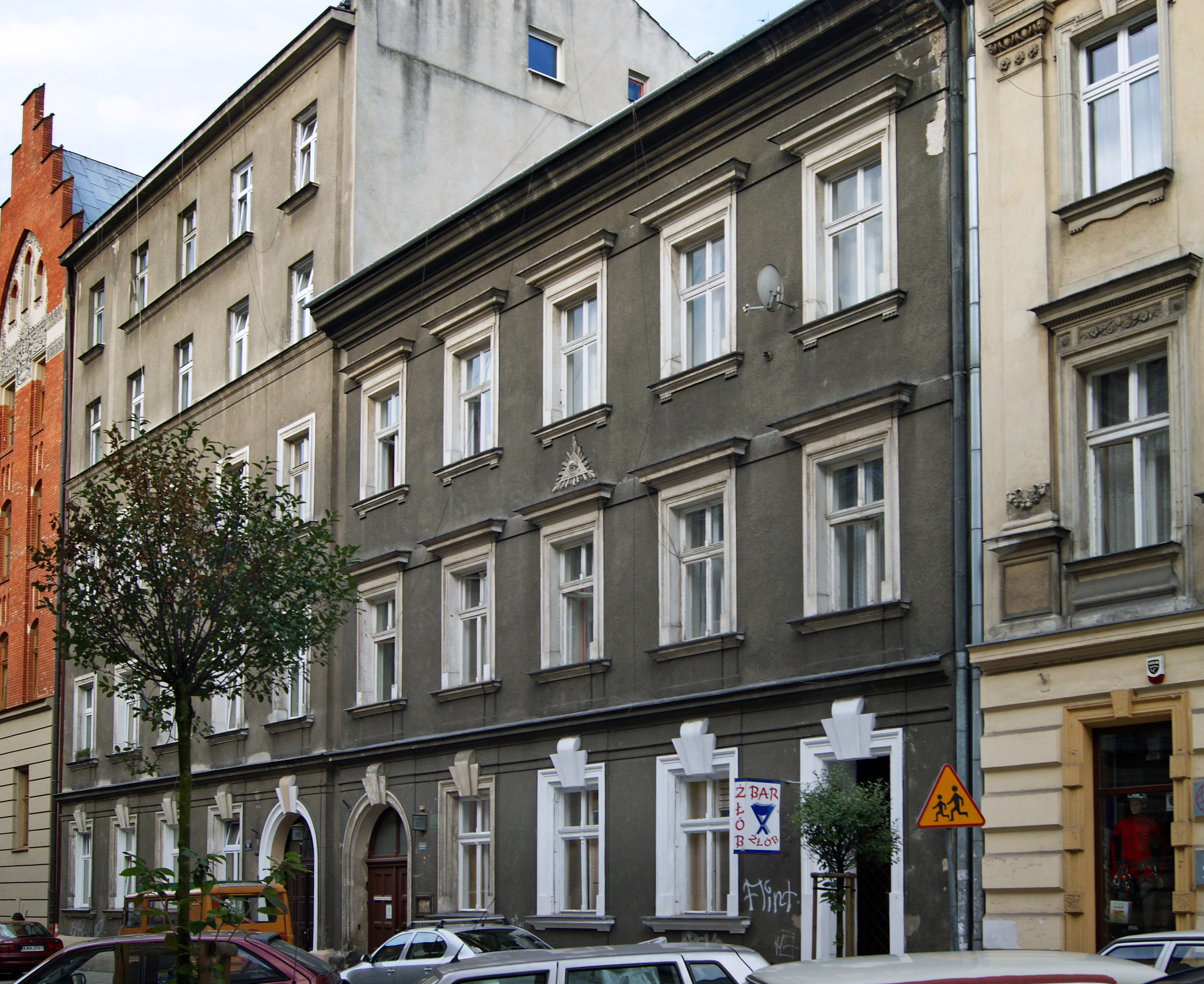
Kamienice ul. Pędzichów 18 i 20.
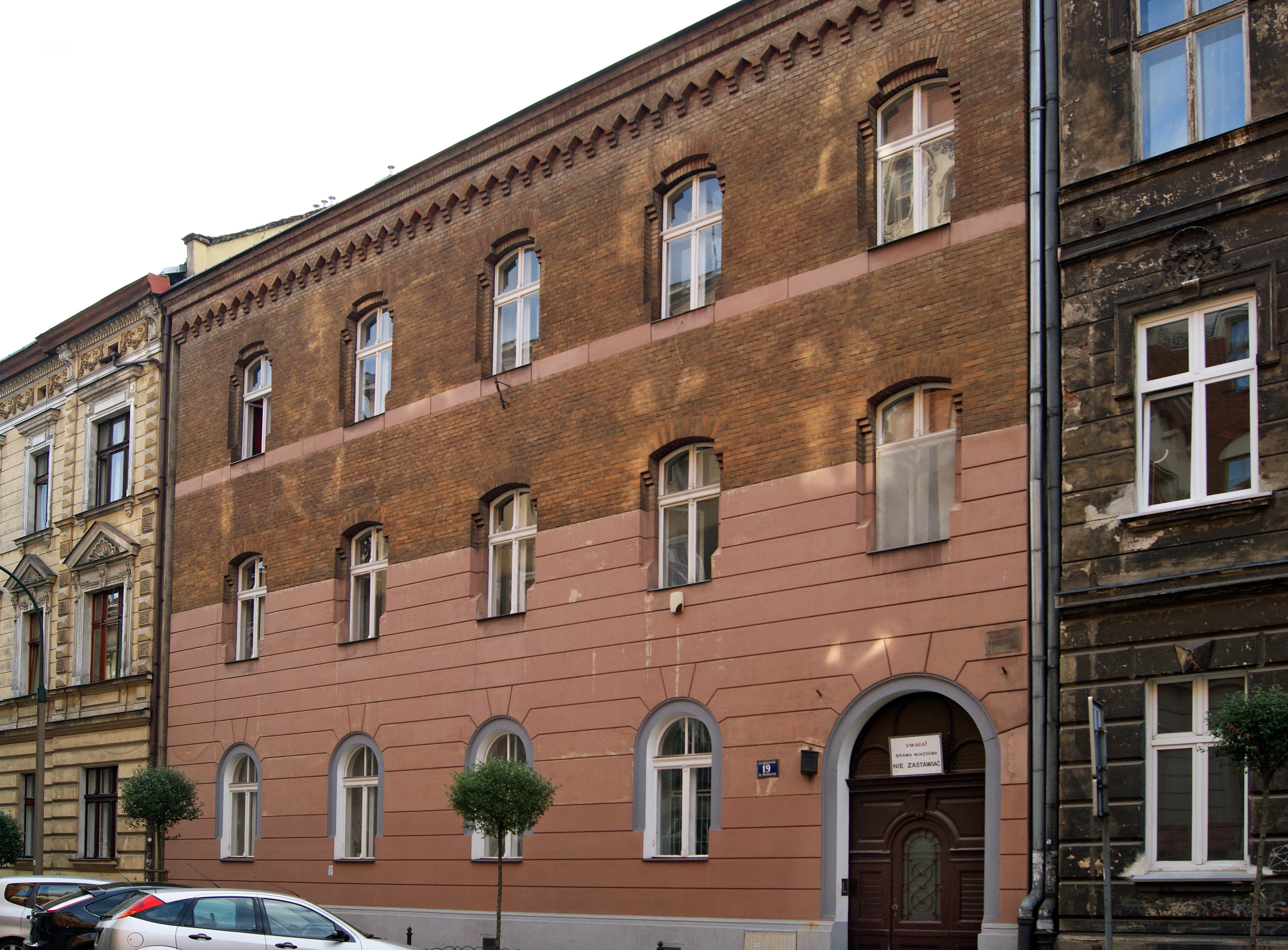
Kamienica ul. Pędzichów 19.
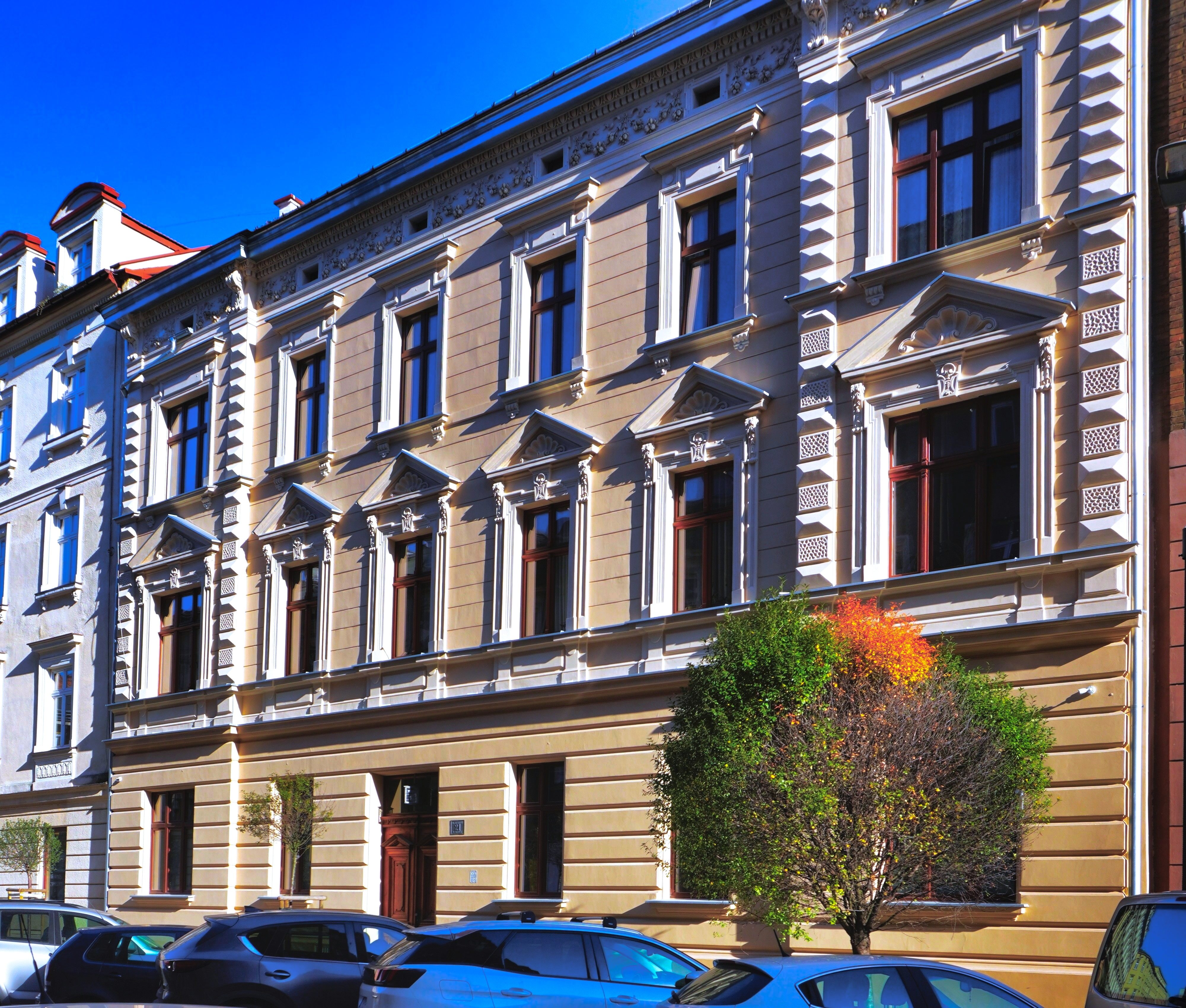
Kamienica (proj. Aleksander Biborski, 1899) ul. Pędzichów 21.
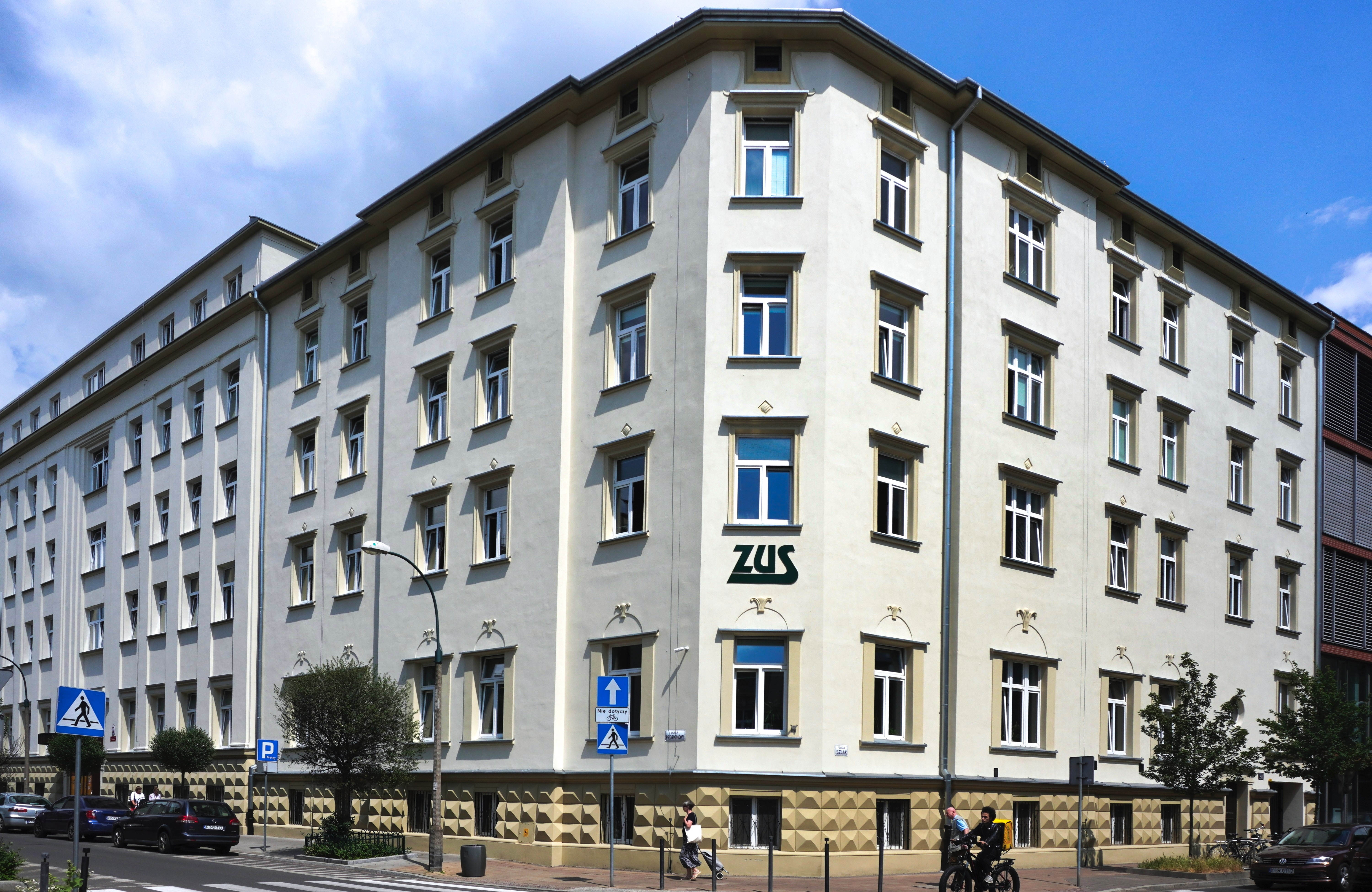
Gmach ZUS (proj. Józef Mitka, 1936–1937) ul. Pędzichów 25–27.